# Зіденбрюнцов
Зіденбрюнцов (нім. Siedenbrünzow) — громада в Німеччині, розташована в землі Мекленбург-Передня Померанія. Входить до складу району Мекленбургіше-Зенплатте. Складова частина об'єднання громад Деммін-Ланд.
Площа — 27,67 км2. Населення становить 488 ос. (станом на 31 грудня 2020).

## Галерея

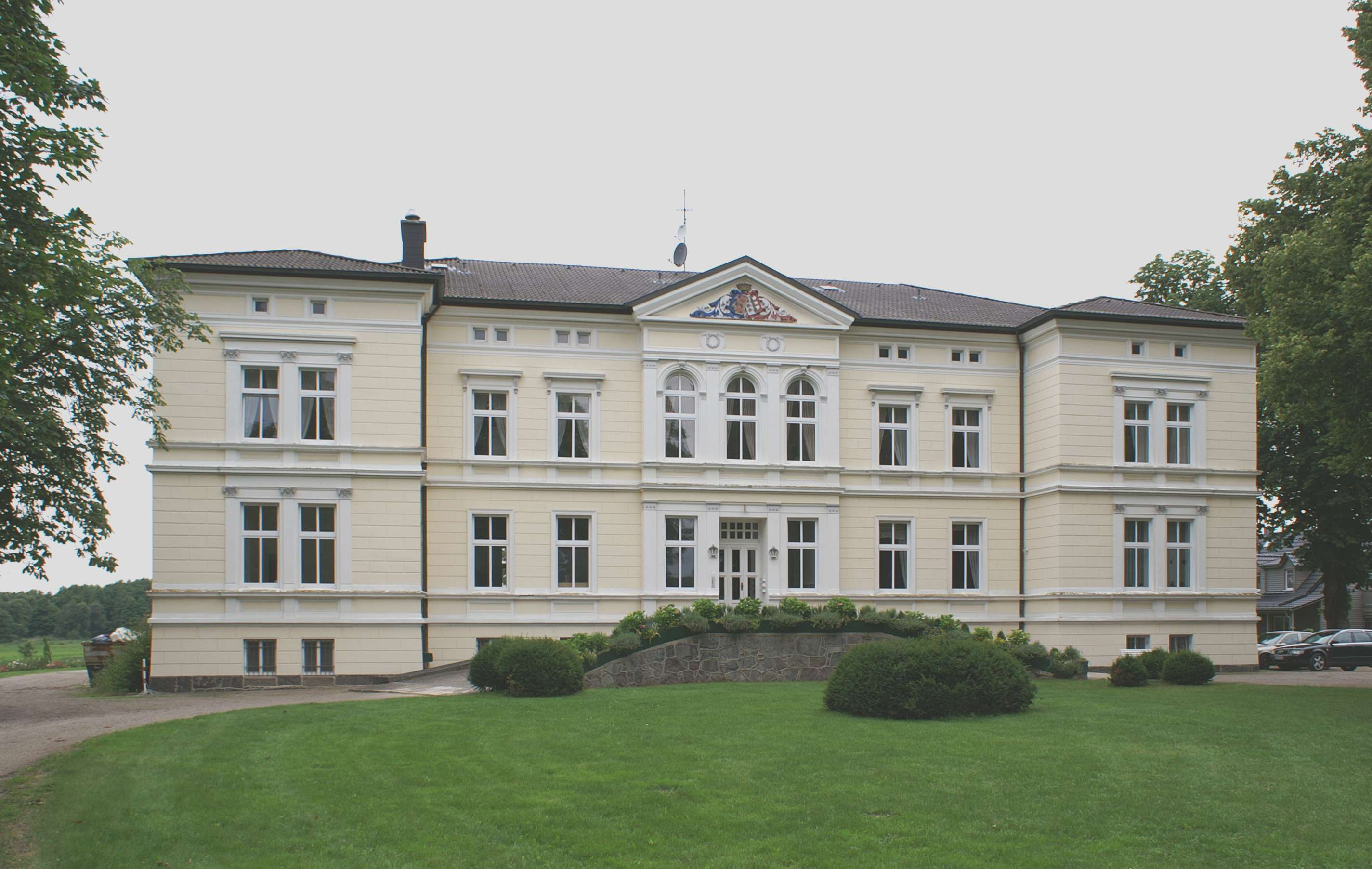
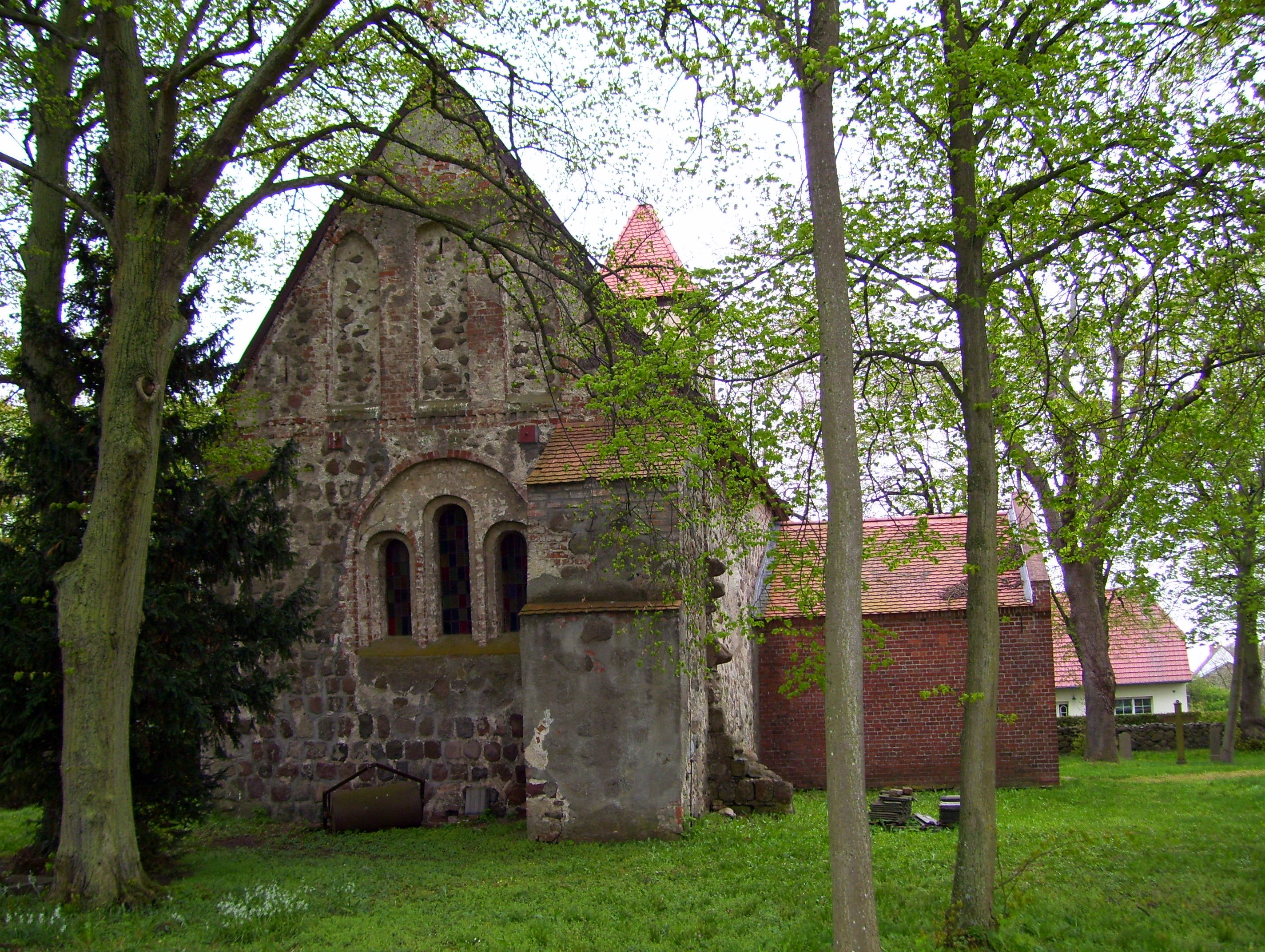
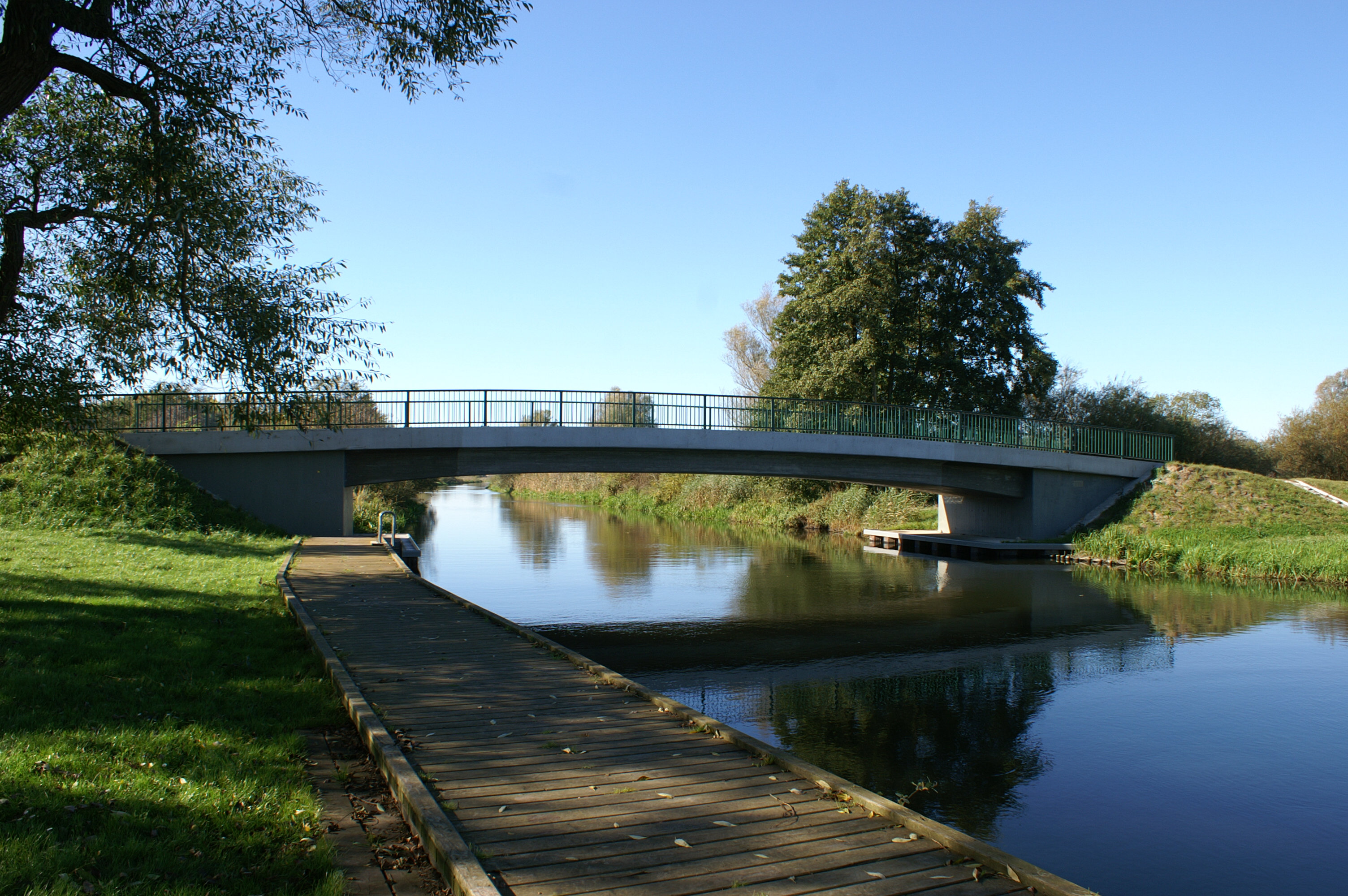
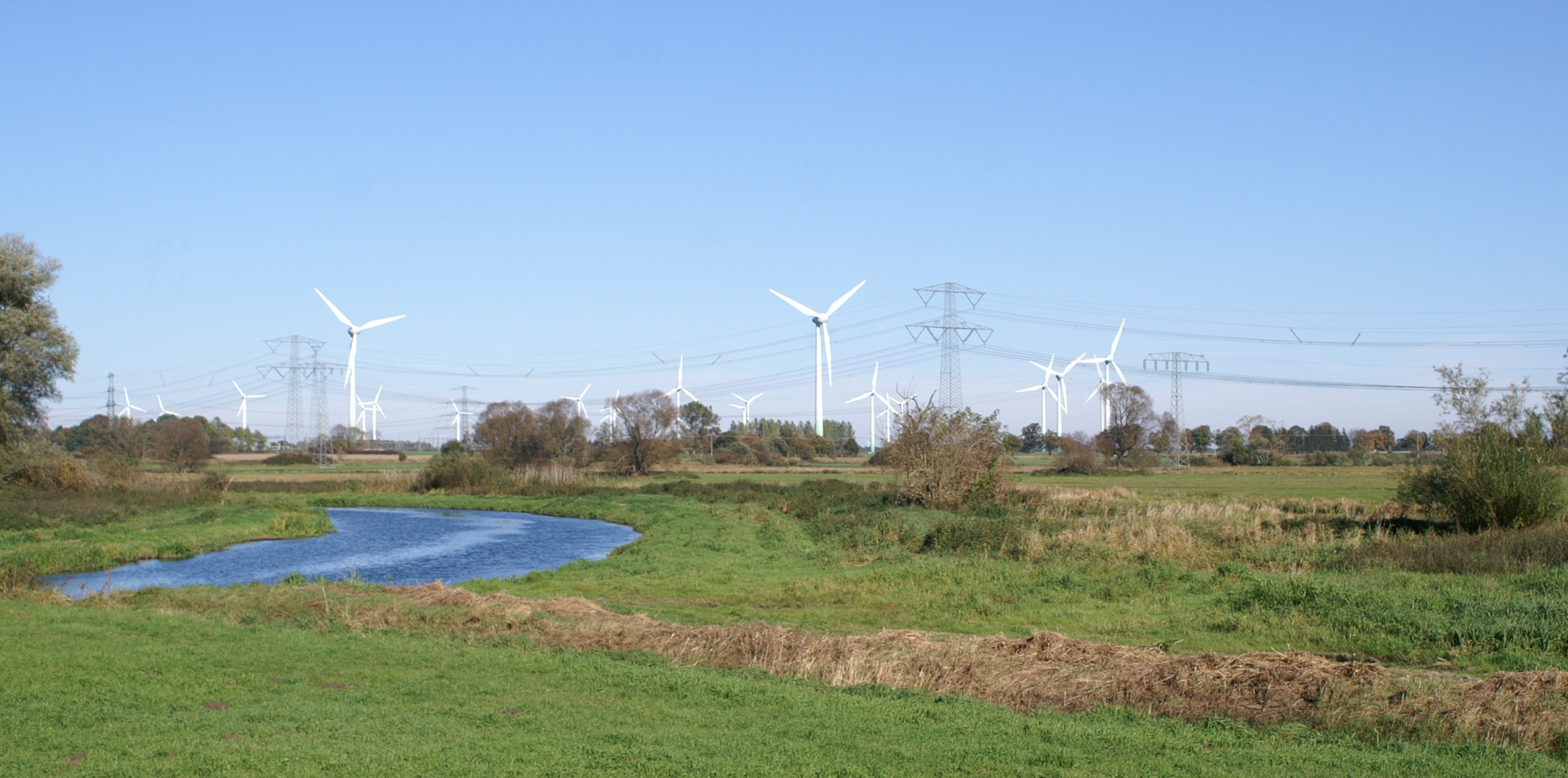